# هلن رودریگز تریاس
هلن رودریگز تریاس (اسپانیایی: Helen Rodríguez Trías‎؛ ۷ ژوئیه ۱۹۲۹ – ۲۷ دسامبر ۲۰۰۱)، پزشک متخصص اطفال، معلم، و فعال حقوق زنان اهل ایالات متحده آمریکا بود. او اولین رئیس اسپانیایی‌تبار بود که از آمریکای لاتین به‌عنوان رئیس سازمان بهداشت عمومی آمریکا انتخاب شد. رودریگز در کنار فعالیت‌های پزشکی خود، همواره یک فعال مدنی و مبارز اجتماعی بود. او در سال ۱۹۹۲ میلادی مدال افتخار شهروندی را از بیل کلینتون، رئیس‌جمهور آمریکا، به عنوان معلم برجسته و رهبر پویا در سلامت عمومی دریافت کرد. وی برنامه‌هایی برای کمک به زنان مبتلا به ویروس اچ‌آی‌وی، فراهم کرد.
رودریگز تریاس در ۲۷ دسامبر ۲۰۰۱ در ۷۲ سالگی بر اثر ابتلا به سرطان درگذشت.
در ۷ ژوئیه ۲۰۱۸، که مصادف با هشتاد و نهمین زادروز هلن رودریگز تریاس بود، گوگل او را در گوگل دودل معرفی کرد.